# Irmgard Sondergeld
Irmgard Sondergeld (* 6. Februar 1925 in Schenklengsfeld; † 4. April 2013 in Seligenstadt) war von 1956 bis 2006 Stadtverordnete in Mühlheim am Main und in dieser Funktion u. a. Vorsitzende der CDU-Fraktion und zuletzt Stadtverordnetenvorsteherin.
Sie ist zudem Trägerin des Verdienstkreuzes 1. Klasse des Verdienstordens der Bundesrepublik Deutschland und wurde mit der hessischen Freiherr-vom-Stein-Plakette für Verdienste um die kommunale Selbstverwaltung ausgezeichnet.
2001 erhielt sie den Hessischen Verdienstorden. 2006 wurde sie zur Ehrenbürgerin der Stadt Mühlheim am Main ernannt.